# کیوگوکو تاکایوشی
کیوگوکو تاکایوشی (به ژاپنی: 京極 高吉 きょうごく たかよし) (۱۵۸۱ – ۱۵۰۴ میلادی) یک سامورایی دوره سنگوکو و دوره آزوچی-مومویاما بود. او با
کیوگوکو ماریا از خاندان آزای ازدواج کرد.